# Ganna
Ganna là một thị trấn thuộc hạt Veszprém, Hungary. Thị trấn này có diện tích 15,47 km², dân số năm 2010 là 256 người, mật độ 17 người/km².